# Tour du Portugal 2014
La 76e édition du Tour du Portugal a lieu du 30 juillet au 10 août 2014. La course, qui est inscrite au calendrier de l'UCI Europe Tour 2014 en catégorie 2.1, est composée de 10 étapes en ligne et d'un prologue.

## Équipes
17 équipes participent à ce Tour du Portugal.
| Nom de l'équipe          | Pays                | Code | Niveau                              |
| ------------------------ | ------------------- | ---- | ----------------------------------- |
| OFM-Quinta da Lixa       | Portugal            | OFM  | Équipe continentale                 |
| Rádio Popular            | Portugal            | BOA  | Équipe continentale                 |
| LA Alumínios-Antarte     | Portugal            | LAA  | Équipe continentale                 |
| Louletano-Dunas Douradas | Portugal            | LDD  | Équipe continentale                 |
| Banco BIC-Carmim         | Portugal            | BBC  | Équipe continentale                 |
| Efapel-Glassdrive        | Portugal            | EFG  | Équipe continentale                 |
| Caja Rural-Seguros RGA   | Espagne             | CJR  | Équipe continentale professionnelle |
| Skydive Dubai            | Émirats arabes unis | SKD  | Équipe continentale                 |
| 472-Colombia             | Colombie            | CO4  | Équipe continentale                 |
| Ecuador                  | Équateur            | ECU  | Équipe continentale                 |
| Burgos-BH                | Espagne             | BUR  | Équipe continentale                 |
| Lokosphinx               | Russie              | LOK  | Équipe continentale                 |
| Stuttgart                | Allemagne           | SGT  | Équipe continentale                 |
| Portugal                 | Portugal            | POR  | Équipe nationale                    |
| Ukyo                     | Japon               | UKO  | Équipe continentale                 |
| Stölting                 | Allemagne           | STG  | Équipe continentale                 |
| Christina Watches-Kuma   | Danemark            | CTO  | Équipe continentale                 |

## Étapes
| Étape          | Date       | Villes étapes                 | Distance (km) | Vainqueur d'étape      | Leader du classement général |
| -------------- | ---------- | ----------------------------- | ------------- | ---------------------- | ---------------------------- |
| Prologue (clm) | 30 juillet | Fafe - Fafe                   | 6,8           | Víctor de la Parte     | Víctor de la Parte           |
| 1re étape      | 31 juillet | Lousada - Maia                | 183,5         | Phil Bauhaus           | Víctor de la Parte           |
| 2e étape       | 1er août   | Gondomar - Braga              | 171,8         | Davide Viganò          | Víctor de la Parte           |
| 3e étape       | 2 août     | Viana do Castelo - Montalegre | 180           | David Belda            | Gustavo César Veloso         |
| 4e étape       | 3 août     | Boticas - Mondim de Basto     | 192,5         | Edgar Pinto            | Gustavo César Veloso         |
| 5e étape       | 4 août     | Alvarenga - Santo Tirso       | 161,3         | David Belda            | Gustavo César Veloso         |
| 6e étape       | 5 août     | Oliveira do Bairro - Viseu    | 155           | Phil Bauhaus           | Gustavo César Veloso         |
| 7e étape       | 7 août     | Belmonte - Torre              | 172,5         | Rui Sousa              | Gustavo César Veloso         |
| 8e étape       | 8 août     | Sabugal - Castelo Branco      | 194           | Sergey Shilov          | Gustavo César Veloso         |
| 9e étape (clm) | 9 août     | Oleiros - Sertã               | 28,9          | Gustavo César Veloso   | Gustavo César Veloso         |
| 10e étape      | 10 août    | Burinhosa (pt) - Lisbonne     | 161,1         | Manuel António Cardoso | Gustavo César Veloso         |

## Évolution des classements
| Étape              | Vainqueur              | Classement général   | Classement par points | Classement du meilleur grimpeur | Classement du meilleur jeune | Classement par équipes |
| ------------------ | ---------------------- | -------------------- | --------------------- | ------------------------------- | ---------------------------- | ---------------------- |
| P                  | Víctor de la Parte     | Víctor de la Parte   | non décerné           | non décerné                     | Rubén Fernández              | Efapel-Glassdrive      |
| 1                  | Phil Bauhaus           | Víctor de la Parte   | Phil Bauhaus          | Pablo Torres                    | Rubén Fernández              | Efapel-Glassdrive      |
| 2                  | Davide Viganò          | Víctor de la Parte   | Davide Viganò         | António Carvalho                | Rubén Fernández              | Efapel-Glassdrive      |
| 3                  | David Belda            | Gustavo César Veloso | Davide Viganò         | António Carvalho                | Rubén Fernández              | Efapel-Glassdrive      |
| 4                  | Edgar Pinto            | Gustavo César Veloso | Davide Viganò         | António Carvalho                | Rubén Fernández              | OFM-Quinta da Lixa     |
| 5                  | David Belda            | Gustavo César Veloso | David Belda           | António Carvalho                | Rubén Fernández              | OFM-Quinta da Lixa     |
| 6                  | Phil Bauhaus           | Gustavo César Veloso | Davide Viganò         | António Carvalho                | Rubén Fernández              | OFM-Quinta da Lixa     |
| 7                  | Rui Sousa              | Gustavo César Veloso | Davide Viganò         | António Carvalho                | Heiner Parra                 | OFM-Quinta da Lixa     |
| 8                  | Sergey Shilov          | Gustavo César Veloso | Davide Viganò         | António Carvalho                | Heiner Parra                 | OFM-Quinta da Lixa     |
| 9                  | Gustavo César Veloso   | Gustavo César Veloso | Gustavo César Veloso  | António Carvalho                | David Rodrigues              | OFM-Quinta da Lixa     |
| 10                 | Manuel António Cardoso | Gustavo César Veloso | Davide Viganò         | António Carvalho                | David Rodrigues              | OFM-Quinta da Lixa     |
| Classements finals | Classements finals     | Gustavo César Veloso | Davide Viganò         | António Carvalho                | David Rodrigues              | OFM-Quinta da Lixa     |